# Condamnarea din 1277
Condamnarea din 1277 este un edict de condamnare emis de episcopul Étienne Tempier al Parisului la adresa unor teze filosofice averroiste. Evenimentul a avut loc în contextul unor scandaluri apărute în mediul universitar parizian, în urma conflictului doctrinar între averroiștii latini (reprezentați de Siger din Brabant) și dominicanii lui Toma din Aquino.

## Condamnările pariziene
Condamnările de la Universitatea din Paris au fost menite a cenzura anumite învățături considerate eretice, provenite din aristotelismul averroist, susținut de Siger din Brabant la Universitatea din Paris.

### Condamnarea din 1270
La 1270 avea loc prima condamnare a unor teze eretice, de către același episcop Tempier al Parisului. Lista de propoziții condamnate cuprindea 13 teze eretice legate de doctrina averroistă a monopsihismului și de teoria aristotelică a Primului Motor.

### Condamnarea din 1277
La 1277 va avea loc cea de a doua condamnare publică a unor teze averroiste, de data aceasta lista cuprinzând nu mai puțin de 219 propoziții. 
Deși îndreptată împotriva averroismului, condamnarea din 1277 a lovit indirect și asupra unor texte ale lui Toma din Aquino, deoarece Toma se preocupase îndelung tocmai cu preluarea textelor aristotelice în cultura creștină. Or, episcopul Tempier al Parisului include pe lista celor 219 teze condamnate și câteva elemente care, unor franciscani, li se vor părea a fi enunțuri tomiste. În acest fel, cea de a treia tabără a „certei pariziene”, cea franciscană, a influențat decisiv întârzierea cu care sfântul Toma va fi corect perceput. Problema este nuanțată: franciscanii, de tradiție augustiniană, nu aderau deloc la această preluare creștină a peripatetismului iar idealul tomist li se va părea indezirabil. Astfel încât, constată destui cercetători, lista propozițiilor condamnate la 1277 reflectă, sub umbrela unei decizii eclesiale, numai o anumită percepție asupra problemelor: cea franciscană.
De asemenea, Condamnarea de la 1277 a avut și un rol major în formarea mentalității moderne, datorită cenzurii aplicate asupra filosofiei realiste. Spre deosebire de cele anterioare, ea nu mai interzice explicit predarea textelor lui Aristotel, ci vehicularea anumitor teze care, de astă dată, aveau proveniențe diferite.

#### Consecințefilozoficeale Condamnării din 1277
Devenise clar că textele lui Aristotel singure nu mai constituiau sursa prin excelență a ereziilor. Comentariile arabe conțineau un număr mult mai mare de asemenea erori și, oricum, disputele universitare produseseră un set semnificativ de tratate latine, cum erau cele ale lui Albert cel Mare, Toma din Aquino sau Siger din Brabant, care ar fi putut oferi surse paralele de neînțelegeri.
Astfel, lista celor 219 teze condamnate conține o succesiune de propoziții care reunesc într-un mod greu de decelat toate aceste surse. Este greu de spus – cum fusese și pentru episcopul Tempier – dacă tezele eretice fuseseră predate ca atare în universitate sau numai dezbătute într-un mod neangajat. Se pare totuși că nici unul din autorii vizați nu lăsaseră în textele lor dovezi asupra unei eventuale asumări a tezelor.
Dezbaterile asupra lor deveniseră însă atât de dense încât posibilele confuzii din partea studenților trebuiau oprite. Este sigur că lista lui Tempier reușește să pună capăt acestor discuții și să marcheze, prin câștigul de cauză dat franciscanilor, o cotitură importantă a culturii europene. Consecințele ei vor fi de maximă importanță pentru istoria gândirii ulterioare, „articolele condamnate la Paris” devenind în vreme o sintagmă de largă utilizare.
„Cearta pariziană” este deci evenimentul pe care condamnarea episcopului Tempier o încheie prin indicarea cu autoritate a acelor teze care fuseseră vehiculate în mediul universitar și care constituiau „erori evidente și execrabile, ba mai degrabă deșertăciuni și falsități smintite”. Prin urmare, continuă textul introductiv al condamnării,
„pentru ca o vorbire imprudentă să nu îi atragă în eroare pe cei simpli, noi, atât dintre doctorii în Sacra Scriptură cât și dintre alți bărbați prudenți, fiind întrunit sfatul episcopatului, interzicem cu severitate ivirea unor asemenea teze și le condamnăm în totalitate, excomunicându-i pe toți cei care ar propune ca dogmă erorile numite sau pe vreuna dintre ele, sau și-ar lua îndrăzneala de a le apăra sau a le susține în vreun fel, precum și pe auditorii lui” .
Un act de prudență, după cum se vede, în care se invocă excomunicarea. Efectul este sigur și, odată cu acest rotul, teologii latini din Paris nu vor mai putea specula în legătură cu probleme cum ar fi medierea celestă între Dumnezeu și lumea sublunară, sub toate formele sale („mecanica” planetară, universaliile, cunoașterea indirectă sau chiar imposibilă a lumii de către Dumnezeu, caracterul necesar al evenimentelor particulare), unitatea intelectului universal și imposibilitatea multiplicării inteligențelor, eternitatea lumii create.
Una dintre consecințele cele mai importante ale condamnării este reafirmarea omnipotenței divine, a doctrinei creației purificată de elementele neoplatonice și arabe care conțineau tema intermedierii între Dumnezeu și lumea sublunară. Astfel, eliminarea din discuție sau „slăbirea” semnificației cauzelor intermediare a constituit unul din motivele răspândirii ulterioare a nominalismului și, cu toate probabilitățile, a spiritului raționalist modern. De pildă, propoziția cu numărul 63 condamnă teza:
„Că Dumnezeu nu are putere în efectele secundare în lipsa cauzei secundare înseși” .
Această propoziție extrem de importantă semnifică repunerea în drepturi a temei „miracolului” conform omnipotenței lui Dumnezeu. Ceea ce se condamnă aici este afirmarea intermedierii cauzale necesare a puterii lui Dumnezeu, altfel spus, a acelei „mecanici” celeste cu care avusese destule dificultăți Albert cel Mare în tratatul său despre destin. O eventuală rezistență a acestei teze ar fi condus la concluzia imposibilității intervenției nemijlocite a lui Dumnezeu în lumea sublunară sau, eventual, explicarea tuturor miracolelor divine prin intermediul cauzelor secunde.
Odată negată necesitatea acestor cauze, devin posibile problematizări de tipul celor nominaliste, cum ar fi semnificația pur mentală a universaliilor și, mai ales, interogări de tip modern: dacă Dumnezeu poate interveni direct asupra cauzelor secundare, de unde știm că lumea în totalitatea ei nu este rezultatul imediat al unei astfel de intervenții (tema carteziană a îndoielii și a geniului rău)? Mai mult, ce fel de existență mai are lumea externă, dacă nu cumva una inteligibilă, cum va sugera Berkeley?
Desigur, efectele acestei condamnări nu au acționat direct asupra modernității; dar ele au constituit condiții de posibilitate. Până acolo, însă, au existat filosofi a căror gândire începe nemijlocit sub semnul acestei propoziții. 
Elevul lui Bonaventura, și el augustinian, Matei din Aquasparta (1240-1302), proclamă că omul nu este capabil de nici o cunoaștere sigură fără intervenția Ideilor divine, ceea ce înseamnă că existența lumii externe este și ea o problemă de credință și iluminare. 
Henri din Gand, unul din consilierii episcopului Tempier cu prilejul elaborării condamnării, își pune întrebarea dacă omul este capabil de vreo cunoaștere. 
Nominaliștii, ulterior, prin William Ockham (și el franciscan), vor nega orice posibilitate de a întemeia cunoașterea ca fiind certă (cunoașterea poate fi intuitivă, reprezentând un asentiment, sau abstractă, reprezentând o înțelegere). Pentru Ockham, există o corespondență naturală între concepte și lucruri, neproblematică și neintermediată de vreo „esență”, gen sau specie; ideile divine nu sunt cognoscibile de către om, în schimb Dumnezeu poate interveni nemijlocit asupra substanțelor și intelectului uman, încălcând legile fizicii (și chiar ale nominalismului).
Nu le vor rămâne modernilor decât două ipoteze în încercarea de a reconsidera posibilitatea obținerii adevărului: 
a) Dumnezeu intervine în lume sau 
b) Dumnezeu nu intervine; oricare a treia posibilitate (adică intermedierea) fiind exclusă. 
Dacă Dumnezeu intervine, atunci se poate alege fie calea unui raționalism întemeiat direct pe ideile înnăscute (cum va face Descartes), fie imaterialismul (Berkeley). Dacă Dumnezeu nu intervine, trebuie luată în considerare fie ipoteza „armoniei prestabilite” (Leibniz) fie cea a unei autonomii a lumii (în contextul „absenței” lui Dumnezeu) presupusă din considerente metodologice și fructificată de empirism.